# Mehdi Taremi
Mehdi Taremi (Bushehr, 18 juli 1992) is een Iraanse voetballer die doorgaans als aanvaller speelt. Hij verruilde FC Porto in 2024 voor Internazionale. Taremi debuteerde in 2015 in het Iraans voetbalelftal.

## Carrière
Taremi stroomde in 2010 door vanuit de jeugd van Shahin Bushehr. Hiervoor speelde hij acht wedstrijden in de Persian Gulf Pro League voor de club hem liet gaan om aan zijn dienstplicht te voldoen. Taremi keerde in 2013 terug in het betaald voetbal in het shirt van Iranjavan Bushehr, op dat moment actief op het tweede niveau in Iran. Hiervoor scoorde hij 12 keer in 22 wedstrijden en werd hij topscorer van groep B van de Azadegan League.
Taremi verruilde Iranjavan in juli 2014 voor Persepolis, de nummer twee van Iran in het voorgaande seizoen. Dat jaar werd hij met 7 doelpunten in 27 competitiewedstrijden clubtopscorer. Daarnaast maakte hij zijn debuut in de AFC Champions League. Taremi werd in zowel het seizoen 2015/16 (zestien doelpunten) als het seizoen 2016/17 (achttien doelpunten) topscorer in de Persian Gulf Pro League. Zodoende werd hij in 2016/17 voor het eerst in zijn carrière landskampioen. Dit mislukte in 2015/16 nog op basis van drie doelpunten verschil in doelsaldo met Esteghlal Khuzestan. Hij won in 2017 ook de Iraanse supercup met Persepolis.
Taremi tekende in januari 2018 een contract tot medio 2019 bij Al-Gharafa, de nummer vijf van de Qatari League in het voorgaande seizoen. Hier speelde hij anderhalf jaar. In 2019 vertrok Taremi naar Portugal, waar hij bij Rio Ave ging spelen. Hij maakte in zijn eerste seizoen 18 doelpunten in 30 wedstrijden en werd zo gedeeld topscorer van de Portugese competitie. Hiermee wekte hij de interesse van FC Porto. Taremi tekende in augustus 2020 een vierjarig contract bij de regerend landskampioen. Hij moest in zijn eerste seizoen bij Porto de titel aan Sporting Portugal laten. Hij debuteerde dat jaar zelf wel in de Champions League, waarin zijn ploeggenoten en hij de kwartfinale haalden. Hij scoorde in de knock-outfase tegen Chelsea en Juventus. In zijn tweede seizoen won Taremi met Porto zowel het landskampioenschap als de nationale beker. Met 20 doelpunten werd hij dat jaar tweede op de topscorerslijst. Taremi vulde in 2023 zijn erelijst verder aan met nog een beker, de Taça da Liga en zijn tweede Portugese supercup. Dat jaar werd hij met 22 doelpunten voor de tweede keer topscorer van Portugal.
In 2024 tekende hij een driejarig contract bij Internazionale.

## Interlandcarrière
Taremi debuteerde op 11 juni 2015 in het Iraans voetbalelftal, in een met 0–1 gewonnen oefeninterland in en tegen Oezbekistan. Hij maakte op 3 september 2015 zijn eerste én tweede doelpunt als international. Hij zorgde die dag voor de 2–0 en de 5–0 tijdens een met 6–0 gewonnen WK-kwalificatiewedstrijd thuis tegen Guam. Taremi scoorde zeven keer in de kwalificatiereeks waarin hij zich met Iran plaatste voor het WK 2018. Hij speelde dat toernooi in alle drie de wedstrijden van Iran. Hij nam een jaar later ook met Iraanse ploeg deel aan het Aziatisch kampioenschap 2019. Zijn ploeggenoten en hij kwamen tot de halve finale. Tijdens die wedstrijd zag hij geschorst toe hoe Japan met 3–0 won. Taremi plaatste zich met Iran ook voor het WK 2022. Ook dit wereldkampioenschap was na drie groepsduels voorbij. Hij maakte wel twee doelpunten, tijdens een 6–2 nederlaag tegen Engeland. Taremi won in 2023 met de Iraanse ploeg de eerste editie van het Centraal-Aziatisch kampioenschap voetbal. Hij maakte tijdens de groepsfase tegen zowel Afghanistan als Kirgizië een hattrick en werd zo met zes doelpunten ook topscorer van het toernooi. In de finale leverde hij de assist waaruit Sardar Azmoun het enige doelpunt van de wedstrijd maakte.

## Erelijst
| Competitie                                 | Aantal     | Jaren                     |            |            |
| Persepolis                                 | Persepolis | Persepolis                | Persepolis | Persepolis |
| ------------------------------------------ | ---------- | ------------------------- | ---------- | ---------- |
| Kampioen Persian Gulf Pro League           | 1x         | 2016/17                   |            |            |
| Iraanse supercup                           | 1x         | 2017                      |            |            |
| FC Porto                                   |            |                           |            |            |
| Kampioen Primeira Liga                     | 1x         | 2021/22                   |            |            |
| Beker van Portugal                         | 3x         | 2021/22, 2022/23, 2023/24 |            |            |
| Taça da Liga                               | 1x         | 2022/23                   |            |            |
| Supertaça Cândido de Oliveira              | 2x         | 2020, 2022                |            |            |
| Iran                                       |            |                           |            |            |
| Centraal-Aziatisch kampioen                | 1x         | 2023                      |            |            |
| Individueel                                |            |                           |            |            |
| Iraans voetballer van het jaar             | 2x         | 2015/16, 2016/17          |            |            |
| Topscorer Persian Gulf Pro League          | 2x         | 2015/16, 2016/17          |            |            |
| Topscorer Primeira Liga                    | 2x         | 2019/20, 2022/23          |            |            |
| Topscorer Centraal-Aziatisch kampioenschap | 1x         | 2023                      |            |            |

1 Sommer ·
2 Dumfries ·
6 De Vrij ·
7 Zieliński ·
8 Arnautović ·
9 Thuram ·
10 Martínez  ·
11 Correa ·
12 Di Gennario ·
13 Martínez ·
15 Acerbi ·
16 Frattesi ·
17 Buchanan ·
20 Çalhanoğlu ·
21 Asllani ·
22 Mkhitaryan ·
23 Barella ·
28 Pavard ·
30 Augusto ·
31 Bisseck ·
32 Dimarco ·
36 Darmian ·
42 Palacios ·
95 Bastoni ·
99 Taremi ·
Coach: Inzaghi
1 Beiranvand ·
2 Torabi ·
3 Hajsafi ·
4 Cheshmi ·
5 Mohammadi ·
6 Ezatolahi ·
7 Shojaei  ·
8 Pouraliganji ·
9 Ebrahimi ·
10 Ansarifard ·
11 Amiri ·
12 Mazaheri ·
13 Khanzadeh ·
14 Ghoddos ·
15 Montazeri ·
16 Ghoochannejhad ·
17 Taremi ·
18 Jahanbakhsh ·
19 Hosseini ·
20 Azmoun ·
21 Dejagah ·
22 Abedzadeh ·
23 Rezaeian ·
Coach: Queiroz
1 Beiranvand ·
2 Moharrami ·
3 Hajsafi  ·
4 Khalilzadeh ·
5 Mohammadi ·
6 Ezatolahi ·
7 Jahanbakhsh ·
8 Pouraliganji ·
9 Taremi ·
10 Ansarifard ·
11 Amiri ·
12 Niazmand ·
13 Kanaanizadegan ·
14 Ghoddos ·
15 Cheshmi ·
16 Torabi ·
17 Gholizadeh ·
18 Karimi ·
19 Hosseini ·
20 Azmoun ·
21 Nourollahi ·
22 Abedzadeh ·
23 Rezaeian ·
24 Hosseini ·
25 Jalali ·
Coach: Queiroz